# Economía de Botsuana
La economía de la República de Botsuana ha vivido grandes variaciones a lo largo de los cincuenta años de vida independiente de este país. Al momento de su emancipación del Reino Unido, el 30 de septiembre de 1966, era considerada una de las 25 naciones más empobrecidas del planeta.[cita requerida] Empero, su subsuelo rico en minerales —especialmente diamantes—, y una gestión prudente por parte del gobierno central, permitieron la construcción de una sociedad considerada democrática y estable —Transparencia Internacional ubica a Botsuana como el país con menos percepción de la corrupción del continente—, Si bien su dinamismo ha retrocedido un poco durante estos últimos años, Botsuana continúa con su tendencia alcista aunque del orden del 4,7% registrado entre 2006 y 2007. Su reducida deuda externa, de poco más de 400.000.000 de USD,
Si bien esta bonanza se ve amenazada debido a la sobredependencia de su sector minero, así como por la enorme epidemia de VIH-SIDA que asola la nación a través de todos los segmentos de su población (casi uno de cada tres adultos está infectado), también el exceso de dependencia a los recursos naturales, principalmente a la agricultura de subsistencia se ve agravada por las frecuentes  sequías. El desempleo es persistentemente alto, llegando casi un 20%. Se ha avanzado poco en la diversificación de la economía del país hacia otros renglones distintos a los diamantes y el turismo. Asimismo se ha señalado que el gobierno Partido Democrático de Botsuana que lleva décadas en el poder es cada vez más autoritario. Los periodistas que investigan casos de corrupción han sido detenidos y acosados.
Un informe de Freedom House informa que hay mucho "amiguismo" en la economía.
Casi no hay restricciones sobre las actividades empresariales privadas de los funcionarios públicos incluyendo el presidente, que es un importante empresario en el sector del turismo y los lazos políticos a menudo desempeñan un papel en la adjudicación de los empleos del gobierno y de las licitaciones, 
El país se considera a veces un paraíso fiscal.

## Reseña histórica

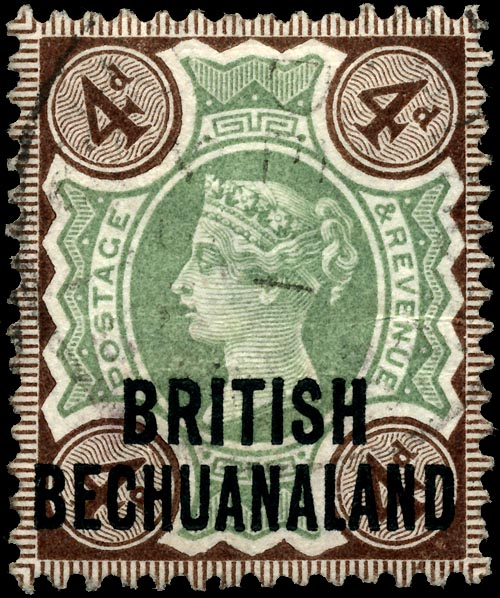
Estampilla del Protectorado de Bechuanalandia, de 1891.

En 1885 el actual territorio de Botsuana es declarado territorio del Imperio Británico, bajo el nombre de Protectorado de Bechuanalandia. Sin embargo, la autoridad británica no mostró demasiado interés en la nueva anexión y la actividad allí fue limitada, ya que la consideraban una especie de patio semidesierto del Sur de África. Las autoridades británicas se concentraron en repeler las tensiones entre los shona, los matabele y los colonos bóer. El único gran proyecto industrial de envergadura consistió en la asignación a Cecil Rhodes de una considerable franja de tierra para la construcción del ferrocarril Ciudad del Cabo — El Cairo a fines del siglo XIX.

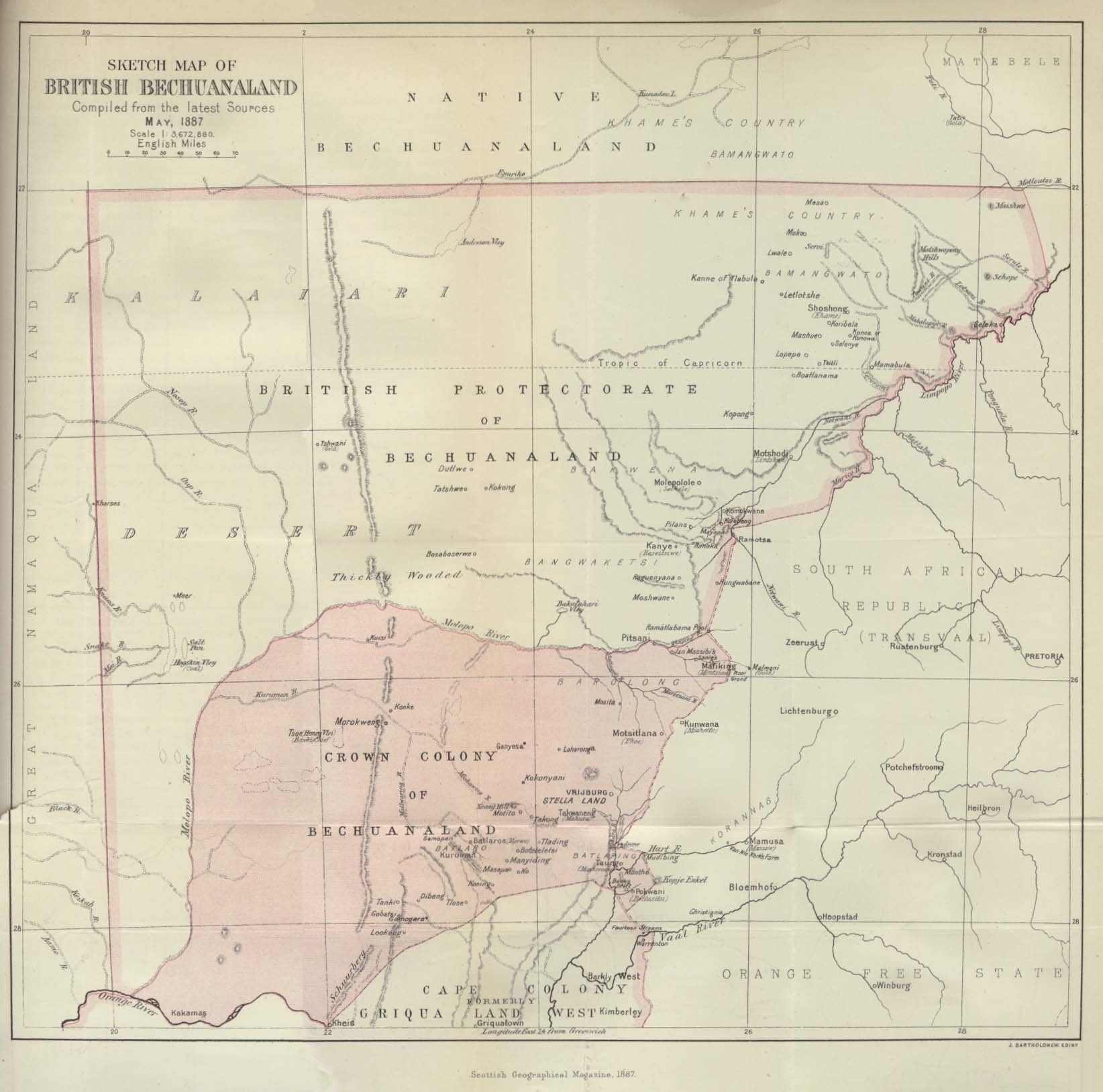
Mapa de la Bechuanalandia Británica, levantado en 1887.

El 30 de septiembre de 1966, cuando Botsuana accede a la independencia, su capital, Gaborone, era poco más que una aldea de unas pocas miles de personas, un puñado de carreteras en todo el país estaban pavimentadas,[cita requerida] Botsuana era  el tercer mayor productor de diamantes del mundo, después de Australia y la actual República Democrática del Congo. 
En 1985, hubo repetidas escaramuzas en la frontera con Sudáfrica por el apoyo que el gobierno de Botsuana prestó a la lucha del Congreso Nacional Africano (ANC) contra el apartheid. En 1987 Sudáfrica presionó a Botsuana bloqueando las rutas que la unen con Gaborone, la capital del país. En 1989, el gobierno enfrentó sucesivos problemas económicos y políticos, principalmente por la merma en la demanda internacional de diamantes.En 1991 el país sufrió las huelgas más importantes desde su independencia. Los trabajadores públicos reclamaron un aumento del 154% y fueron despedidos 18.000 funcionarios estatales. En 1992, el desempleo llegó al 25%.
En todo el territorio nacional apenas había dos escuelas secundarias que ofrecían un curso de cinco años de duración, con 80 estudiantes en total. La única riqueza que podía ofrecer la nueva nación era la ganadería extensiva, dentro del Desierto del Kalahari. El panorama cambió drásticamente en julio de 1971 cuando la empresa minera sudafricana De Beers inauguró la mayor mina de diamantes del mundo en Orapa, ciudad ubicada al Centro Este de Botsuana. A partir de ese momento el gobierno botsuano apoyó la inversión extranjera de manera oficial.
Durante los 90 debido a las dificultades económicas se produjo una emigración masiva de ciudadanos. Al año 2023 alrededor de 257.200 ciudadanos nacidos en Bostwana vivían fuera de su país, con 123.045 en Sudáfrica, 43.708 en Zimbabue, 21.340 en Angola 31.000 en Reino Unido, 9708 en Estados Unidos, 2901 en Mozambique, 2500 en Nigeria principalmente.
El sector formal del empleo en el país de 1,4 millones de habitantes creció sólo 1,5 por ciento de 234.100 a 237.500 trabajadores entre marzo de 1996 y marzo de 1997. Además, la situación de la mano de obra se vio agudizada por el descenso del número de obreros de Botsuana que trabajan en las minas de Sudáfrica de 13.134 a 12.815 entre 1996 y 1997, ya que las autoridades sudafricanas limitaron la contratación de extranjeros.
Durante los censos nacionales de 1985/1986 y 2002/2003 se halló que la proporción de la población por debajo de la línea de pobreza había descendido casi a la mitad (del 57 % al 30 %).
Tras la estabilización que le siguió al boom diamantífero, a comienzos de la década de 2000, el gobierno botsuano ha comenzado a tomar medidas tendentes a la diversificación de la economía y hacerla menos dependiente del sector minero. Dichas medidas incluyen un mayor incentivo al turismo y al sector servicios.[cita requerida]
El gobierno de Mokgweetsi Masisi levantó la prohibición de la caza de elefantes en 2019 y subastará los permisos de caza a las empresas. Estas empresas las revenden luego con un margen a los cazadores de trofeos. El sur de África se ha convertido en un destino para el turismo de caza, sobre todo desde Estados Unidos.

## Recursos naturales

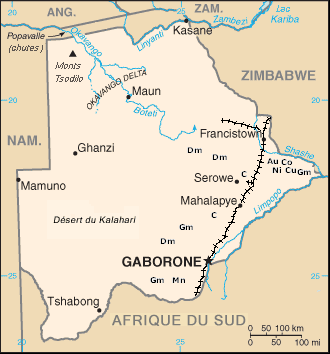
Botsuana y sus recursos naturales.
Au : Oro ; C : Carbón ; Co : Cobalto ; Cu : Cobre ; Dm : Diamantes ; Gm : Piedras preciosas ; Mn : Manganeso ; Ni : Níquel..

En numerosas ocasiones se ha postulado que la abundancia de recursos naturales bien puede significar una maldición como una bendición para un país (véase mal holandés), más aún para los países pobres, donde la riqueza del subsuelo puede afectar negativamente la estabilidad política del país que los posee, como en el caso de Liberia y la República Democrática del Congo. Empero, Botsuana posee un suelo muy pobre en superficie pero extremadamente rico en el subsuelo, y sin embargo este país no ha atravesado ninguna situación de inestabilidad política y/o social. La explotación del sector minero se encuentra dominado por la extracción de diamantes y, en menor medida, por el cuproníquel y el natrón.

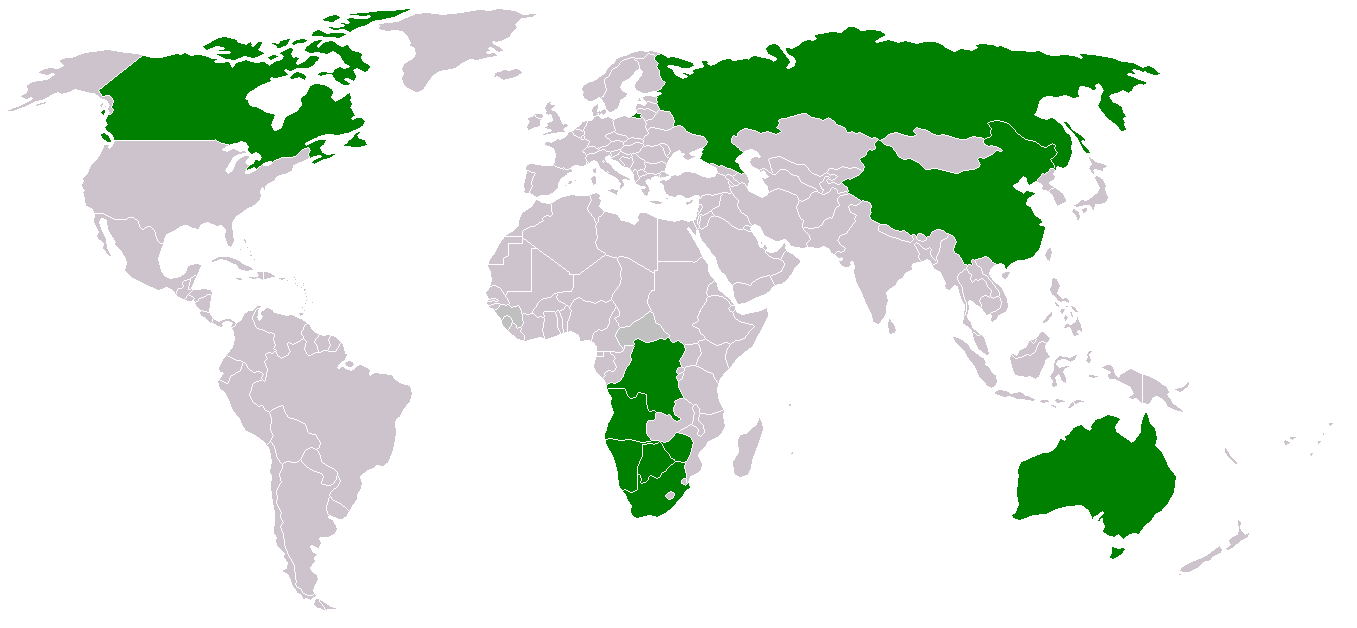
Mapamundi ilustrativo de los diez países con la tasa más alta de extracción de diamantes.

La baja mano de obra requerida en la minería es una de las características de este sector económico. Botsuana no es la excepción, el sector minero es considerado un enclave separado del sector laboral, ya que la mano de obra empleada no ha superado el 10% de la población económicamente activa del país, y actualmente se encuentra por el entorno del 5%. Sin embargo, la actividad minera es vital para Botsuana, como ya se ha señalado, pasando de constituir un 0% de las exportaciones botsuanas durante la independencia al 90% de las mismas en la década de 1980, salvando la excepción de 1981, el "Año de la Depresión" según el Consejo Mundial del Diamante. La riqueza diamantífera es explotada por dos compañías, Debswana (una empresa de capital mixto entre el Estado botsuano y De Beers) y la Bamangwato Consessions Limited, esta última integrada también en parte por el Estado. Un censo realizado en agosto de 2004 reveló que 64 empresas comparten un total de 556 licencias de exploración, y 432 de esas licencias corresponden a exploración de diamantes y demás piedras preciosas.

### Diamantes

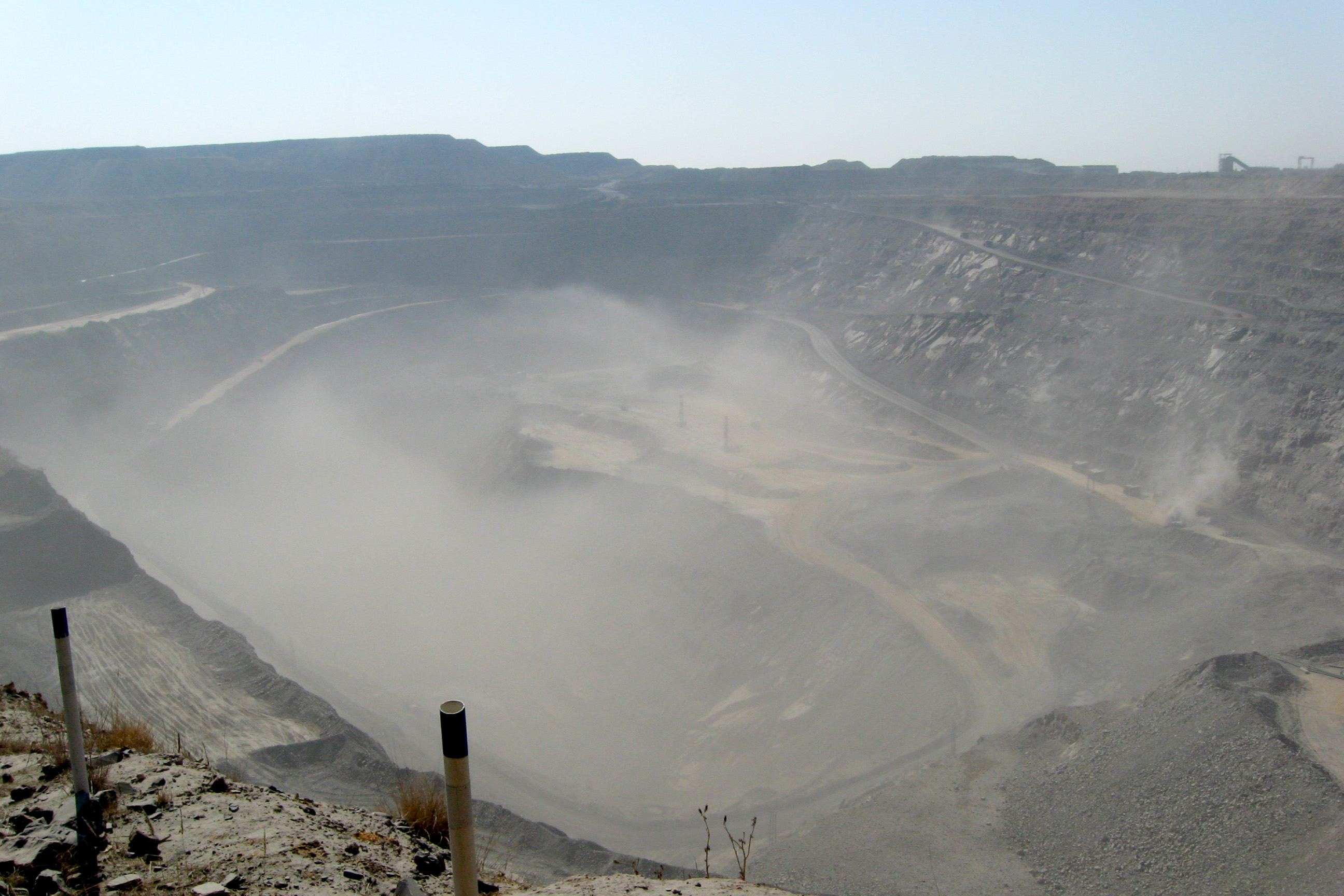
Vista de la mina de diamantes de Jwaneng, la más rica del mundo.

Tras la ampliación de la mina de Orapa (Orapa 2000) perteneciente a Debswana, esta compañía renegoció en 2004 su contrato por una concesión que le permita extender su actividad por un plazo de 25 años. El Gobierno botsuano aprobó la propuesta dada su rentabilidad, ya que si su participación integra el 50% del paquete accionario de Debswana, le corresponden de un 75% a un 80% de las ganancias.
La compañía De Beers abrió la primera mina de Orapa en 1972, después de descubrirla en 1967 y tras haber pagado al Gobierno de Botsuana 20.000.000 de dólares para la licencia; en cuatro meses esta inversión ya fue cubierta por los beneficios generados por la mina.[cita requerida] En la actualidad, existen tres minas de diamantes en funcionamiento dentro del territorio de Botsuana, después de Orapa 2000. En 1975 comenzó a ponerse en actividad la mina de Letlhakane y en 1982 la de Jwaneng, considerado el depósito diamantífero más rico del planeta. Damtshaa, por su parte, inició sus actividades en 2002.
Botsuana es considerado el segundo productor global de diamantes sólo detrás de Sudáfrica, con 30.000.000 de quilates (o 6.000 kilogramos, casi una cuarta parte de la producción mundial en 2004), y eso sólo siendo cifras provenientes de la explotación minera de Debswana. En lo concerniente a la calidad de sus diamantes, en términos absolutos, Botsuana se adjudica el primer lugar dentro de los productores mundiales.[cita requerida] Gracias a la actuvidad cuasimonopólica de De Beers en el mercado mundial de diamantes, los precios se han mantenido altos en los mercados globales permitiéndole a Botsuana obtener ingresos elevados y equilibrados. El crecimiento económico se desaceleró en 2005-2008 y se volvió negativo desde 2009 como resultado de la Gran Recesión, que se contrajo un 5,2%. Esto se vio agravado por el desplomed el sector industrial, que se redujo en un 30%, la fuerte desaceleración económica de Botsuana de la última década contrastó con la mayoría de las demás naciones africanas que experimentaron un crecimiento continuo durante este período Botswana's steep economic downturn contrasted with most other African nations which experienced continued growth through this period. El desempleo oficialmente es del 21%, pero las estimaciones no oficiales lo sitúan cerca del 40%.

### Níquel, cobre y otros minerales
La extracción de cobre y níquel en Botsuana la efectúan la compañía Bamangwato Concessions Limited, la cual es integrada en parte por el Estado, y la Tati Nickel Mining Company (filial de la canadiense LionOre Mining Limited). Los depósitos de estos minerales se encuentran en la región circundante a Selebi-Phikwe, una localidad minera del Este del país. Los minerales extraídos (níquel, cromo y cobre), son enviados posteriormente a Noruega y Zimbabue para su refinado.
La compañía Tati utilizó hasta el año 2004 la fundición de la Bamangwato, pero su posterior expansión de sus operaciones (la cual derivó en la compra de una fundición propia y demás infraestructura minera) provocó un aumento de los volúmenes de minerales extraídos disponibles para la Bamangwato, lo que le permitió a la compañía parcialmente Estatal comenzar a generar ganancias, tras una reestructuración radical de la empresa a comienzos de los años 2000. A su vez, tras este éxito, Bamangwato volvió a poner en marcha su programa de exploración minera para no depender de las extracciones de Tati y poseer sus propios yacimientos. [cita requerida]Bamangwato produce también 250.000 toneladas anuales de natrón, pero las reservas parecen estar disminuyendo. Por otra parte, el pequeño mercado doméstico no puede consumir la totalidad del vidrio producido en el país, por lo que el carbonato sódico (uno de los componentes principales del vidrio) se exporta a otros mercados.
En 2004 fueron extraídos 170 kilogramos de oro de Mupane, localidad del Distrito Noreste, en 2004. Asimismo, se han efectuado proyectos de exploración en busca de plomo, plata y zinc, los cuales han concluido que se hallan en cantidad fructíferas para su explotación en Kihabe, 700 kilómetros al norte de Gaborone.

### Carbón y gas natural
Existe metano en las inmediaciones de la mina de carbón de Morupule, cercana a Francistown. Según estimaciones, la cantidad disponible comercialmente es de 340 km³, y la extracción comenzó oficialmente en 2004. Las reservas carboníferas de Botsuana permiten extraer alrededor de 900.000 toneladas anuales de este mineral, el cual se utiliza para alimentar a la central térmica de Morupule, cercana a Palapye, en el Centro Este del país y proporciona combustible para las mineras de cuproníquel y natrón.[cita requerida] Dicha central proporciona el 30% de la electricidad del país, mientras que el restante 70% es importado de Sudáfrica, proporcionado por la compañía Eskom.

## Infraestructura

### Transporte
En el momento de su independencia, Botsuana apenas contaba con 12 kilómetros de carreteras pavimentadas. Debido a su situación de Estado mediterráneo, que le hace totalmente dependiente de sus vías de comunicación con los países vecinos. Hoy en día, Botsuana continúa llevando a cabo políticas desarrollistas del transporte nacional ya que la falta de infraestructura vial adecuada es un verdadero impedimento para la diversificación de la producción y las exportaciones. 
Si bien la ayuda financiera externa ha proporcionado históricamente el grueso de las inversiones viales de Botsuana (la carretera Trans-Kalahari, por ejemplo, fue financiada por el Banco Africano de Desarrollo), cada año, del 15% al 20% del gasto público es asignado a inversiones dedicadas a la infraestructura vial. En 2003, se pavimentaron 9.000 kilómetros de carreteras en dirección a los países vecinos de Zambia y Zimbabue, reduciendo así la dependencia botsuana de las carreteras sudafricanas. [cita requerida]Empero, los recursos designados al mantenimiento vial continúan siendo insuficientes, y el grueso de este dinero se destina a la reconstrucción directa de carreteras y caminos. Por ejemplo, las cuatro rutas que unen a Botsuana con Sudáfrica son inadecuadas para el tráfico pesado entre ambos países. El Estado, por lo tanto, explora alternativas de desarrollo frente a estas limitaciones, tales como las asociaciones público-privadas (empresas de capital mixto), mantenimiento delegado al sector privado, y peajes instalados en las principales carreteras.
La principal línea ferroviaria sigue siendo una sección de la vía férrea Ciudad del Cabo — El Cairo, el enorme y fallido proyecto de Cecil Rhodes. Dicha línea une Ciudad del Cabo hasta la ciudad de Bulawayo en Zimbabue, a través de Lobatse, Gaborone y Francistown. Recientemente se han agregado a esta línea dos nuevos ramales, en dirección a los depósitos de carbón de Morupule y los de cuproníquel de Selebi-Phikwe. Pero la mayor parte de la red ferroviaria botsuana conserva la trocha angosta (1.067 mm), como herencia del Imperio Británico, lo que da cuenta de su antigüedad. Empero, Botsuana Railways (Ferrocarriles de Botsuana) ha adoptado un plan quinquenal (2003 — 2008) con la finalidad de mejorar sus servicios y por ende, su eficiencia. La modernización de los sistemas de señalización, la racionalización de la utilización de los equipos de mantenimiento, así como el mantenimiento de las vías, están hoy a la orden del día.
De los 95 aeropuertos y aeródromos de todo el país, solo 11 tienen pistas de aterrizaje  pavimentadas[cita requerida] mientras que el Aeropuerto de Gaborone es el único de ellos que cuenta con tráfico internacional (menos de 200.000 pasajeros por año en 2001). Otros dos aeropuertos (Maun y Kasane) también prestan servicios a nivel regional. El aeropuerto de Maun tiene bastante tráfico por la cercanía de la ciudad con el delta del Okavango, el principal reclamo turístico del país. [cita requerida]La aerolínea de bandera Estatal de Botsuana es Air Botsuana, la cual comparte el mercado con pequeños operadores locales. Se ha anunciado su inminente privatización.